# Mount Hope (Wisconsin)
Mount Hope es una villa ubicada en el condado de Grant en el estado estadounidense de Wisconsin. En el Censo de 2010 tenía una población de 225 habitantes y una densidad poblacional de 276,67 personas por km².

## Geografía
Mount Hope se encuentra ubicada en las coordenadas 42°58′11″N 90°51′33″O / 42.96972, -90.85917. Según la Oficina del Censo de los Estados Unidos, Mount Hope tiene una superficie total de 0.81 km², de la cual 0.81 km² corresponden a tierra firme y (0%) 0 km² es agua.

## Demografía
Según el censo de 2010, había 225 personas residiendo en Mount Hope. La densidad de población era de 276,67 hab./km². De los 225 habitantes, Mount Hope estaba compuesto por el 92% blancos, el 0% eran afroamericanos, el 0% eran amerindios, el 0.44% eran asiáticos, el 0% eran isleños del Pacífico, el 7.11% eran de otras razas y el 0.44% pertenecían a dos o más razas. Del total de la población el 7.56% eran hispanos o latinos de cualquier raza.